# AP微积分
大学先修课程微积分，即又称AP微积分（英語：Advanced Placement Calculus）是美国大学理事会提供的两门大学先修课程中的微积分科目：AP微积分AB和AP微积分BC。

## 种类

### AP微积分AB
AP微积分AB是为高中生准备的大学先修课程中微积分科目。课程通常在微积分必备课程结束之后选修，它在大学里通常是第一学期课程。数学课程中的预备部分可以帮助学生更好地学习AP课程、进行备考。
美国大学理事会称，
AP微积分课程需要高中生花费一年来完成，以对应大学所教授的相应科目。选修AP微积分课程的学生应努力从高等教育机构获取学分，课程选修权。
大学先修课程设立了两个微积分先修课程，并配套两个独立的考试。两门课程和考试分别是AP微积分AB和AP微积分BC。学校可以组织微积分AB教学，为数学拔尖的学生提供该课程。
考试内容包括微分和积分的理论与应用，图像分析包括極限，渐近线，和连续。AP微积分AB课程通常等同于大学第一学期的高数课程。
进一步来说，课程内容包括
- 图像分析 (并对现象进行预测、解释)
- 方程极限 (单双两向)
- 渐近线和无限现象
- 连续
- 导数
  - 概念
  - 作为点
  - 作为方程
  - 应用
  - 二阶导数
- 积分
  - 解释
  - 性质
  - 应用
  - 技术
  - 数值近似
- 微积分基本公式
- 反导数

### AP微积分BC
美国大学理事会称，
微积分BC教授一元微积分，为期一年。它在涵盖了微积分AB的所有内容的基础之上又新加了更多章节... 选修AP微积分课程的学生应该能将所学知识对应大学相关的数学科目。
AP微积分BC涵盖了AP微积分AB章节，并新增了数列审敛法、泰勒级数,应用參數方程、极坐标系以及计算相应坐标内的弧长、洛必达法则、分部積分法、瑕积分、欧拉方法、Logistic函数、应用部分分式分解法对有理函數进行积分。

## 考试

### 增幅
在1990年到2004年间，参加AP微积分考试的学生翻了三番。每年有超过250,000名学生参加考试。绝大多数学校要求在学生完成先前的必备课程作为选修AP课程的必备条件。

### 结构
AB与BC考试的结构是一样的。两个考试时长都是3小时15分钟，包括45个选择题和6个申論題。它们的详细分布如下：
|          | 选择题, 第一部分 Part A | 选择题, 第一部分 Part B | 申論題, 第二部分 Part A | 申論題, 第二部分 Part B |
| 题目数量 | 30                      | 15                      | 2                       | 4                       |
| 时长     | 60 分鐘                 | 45 分鐘                 | 30 分钟                 | 60 分钟                 |
| 计算器   | 否                      | 是                      | 是                      | 否                      |
| -------- | ----------------------- | ----------------------- | ----------------------- | ----------------------- |

选择题分为独立的两部分，并对其进行记时。学生可以在做第二部分 Part B 时返回去做 Part A 的考题，但是不许使用计算器。申論題考试时长为一个半小时。在2011年新版考试中，有两道申論題需要使用计算器，另外四道题目则不许使用计算器。考生在申論題开考30分钟后被要求收起计算器，进行下面的第二部分 Part B 考试。学生可以在申論題考试中继续做第二部分 Part A 的考题，只是在后半部分不许使用计算器。

### 计分
选择题部分为计算机计分，答对一题得1分，无答案得0分，根据AP中心新的改版，答错不倒扣分。总分将被乘以1.2作为选择题的加权分值。
在每年六月份，成百上千的教育人士对申论题进行批阅。原始分数与选择题加权分值相加，得到合成分数。总分与当年考试的合成分数对比，转化为AP 评分 1 - 5。
2013年之前，学生基本上在7月份中旬通过信件收到成绩单。2013年，美国大学理事会不再寄信，而是要求考生创建用户名和密码，输入他们的AP代号和学生ID来查询成绩。成绩将在7月份左右公布。另外，考生也可以在6月27日电话咨询成绩，费用是$8(虽然美国大学理事会官方只承认7月1日为致电咨询的第一天).
在微积分BC考试中，AB次分数也被一道公布，用以汇报考生在微积分入门课程中基础章节的掌握情况。AB次分数是根据AB章节相关考题得分总结而成的。

### AP微积分AB成绩分布
2010-2012年AB成绩为:
| 成绩     | 2010    | 2011    | 2012    |
| -------- | ------- | ------- | ------- |
| 5        | 21.2%   | 21.4%   | 24.9%   |
| 4        | 16.4%   | 16.4%   | 16.9%   |
| 3        | 18.0%   | 18.5%   | 17.3%   |
| 2        | 11.2%   | 10.7%   | 10.3%   |
| 1        | 33.1%   | 33.1%   | 30.6%   |
| 平均分   | 2.811   | 2.826   | 2.952   |
| 考生人数 | 245,867 | 255,357 | 266,994 |

### AP微积分BC成绩分布
2010-2012年BC成绩为:
| 成绩     | 2010   | 2011   | 2012   |
| -------- | ------ | ------ | ------ |
| 5        | 50.1%  | 47.6%  | 50.4%  |
| 4        | 15.4%  | 15.9%  | 16.1%  |
| 3        | 18.0%  | 16.7%  | 15.8%  |
| 2        | 5.8%   | 5.9%   | 5.4%   |
| 1        | 11.4%  | 13.9%  | 12.3%  |
| 平均分   | 3.856  | 3.764  | 3.87   |
| 考生人数 | 78,998 | 85,194 | 94,403 |

#### AB 次分数分布
| 成绩   | 2010  | 2011  |
| ------ | ----- | ----- |
| 5      | 51.0% | 55.1% |
| 4      | 19.4% | 17.9% |
| 3      | 14.2% | 13.2% |
| 2      | 5.7%  | 4.9%  |
| 1      | 9.7%  | 8.9%  |
| 平均分 | 3.96  | 4.05  |